# Japan Open Tennis Championships 2024
Il Japan Open Tennis Championships 2024, ufficialmente Kinoshita Group Japan Open Tennis Championships 2024 per motivi di sponsorizzazione,  è stato un torneo di tennis che si è giocato sul cemento. È stata la 50ª edizione del torneo, facente parte della categoria ATP Tour 500 nell'ambito dell'ATP Tour 2024. Il torneo si è disputato all'Ariake Coliseum di Tokyo, in Giappone, dal 25 settembre al 1° ottobre 2024.

## Partecipanti ATP

### Teste di serie
| Nazionalità | Giocatore          | Ranking* | Testa di serie |
| ----------- | ------------------ | -------- | -------------- |
| Stati Uniti | Taylor Fritz       | 7        | 1              |
| Polonia     | Hubert Hurkacz     | 8        | 2              |
| Norvegia    | Casper Ruud        | 9        | 3              |
| Grecia      | Stefanos Tsitsipas | 12       | 4              |
| Stati Uniti | Tommy Paul         | 13       | 5              |
| Danimarca   | Holger Rune        | 14       | 6              |
| Stati Uniti | Frances Tiafoe     | 16       | 7              |
| Stati Uniti | Ben Shelton        | 17       | 8              |

* Ranking al 16 settembre 2024.

### Altri partecipanti
I seguenti giocatori hanno ricevuto una wildcard per il tabellone principale:
- Shintaro Mochizuki
- Kei Nishikori
- Yoshihito Nishioka

Il seguente giocatore è entrato in tabellone come special exempt:
- Brandon Nakashima

I seguenti giocatori sono entrati in tabellone con il ranking protetto:
- Marin Čilić
- Reilly Opelka

I seguenti giocatori sono passati dalle qualificazioni:

- Alex Michelsen
- Botic van de Zandschulp
- Mattia Bellucci
- Christopher O'Connell

### Ritiri
Prima del torneo
- Nuno Borges → sostituito da  Tomáš Macháč
- Alex de Minaur → sostituito da  Matteo Berrettini

## Partecipanti doppio ATP

### Teste di serie
| Nazionalità | Giocatore         | Nazionalità | Giocatore       | Ranking* | Teste di serie |
| ----------- | ----------------- | ----------- | --------------- | -------- | -------------- |
| Stati Uniti | Nathaniel Lammons | Stati Uniti | Jackson Withrow | 40       | 1              |
| Monaco      | Hugo Nys          | Polonia     | Jan Zieliński   | 53       | 2              |
| Francia     | Sadio Doumbia     | Francia     | Fabien Reboul   | 59       | 3              |
| Argentina   | Máximo González   | Argentina   | Andrés Molteni  | 64       | 4              |

* Ranking al 16 settembre 2024.

### Altri partecipanti
Le seguenti coppie di giocatori hanno ricevuto una wildcard per il tabellone principale: 
- Kei Nishikori /  Rei Sakamoto
- Yoshihito Nishioka /  Kaito Uesugi

La seguenti coppia di giocatori è passata dalle qualificazioni:
- Alexander Erler /  Matwé Middelkoop

### Ritiri
Prima del torneo
- Alex de Minaur /  Jordan Thompson → sostituiti da  Ben Shelton /  Jordan Thompson
- Sebastian Korda /  Ben Shelton → sostituiti da  Ariel Behar /  Robert Galloway

## Punti
| Evento    | V   | F   | SF  | QF  | 2T   | 1T | Q  | Q2 | Q1 |
| Singolare | 500 | 330 | 200 | 100 | 50   | 0  | 25 | 13 | 0  |
| Doppio    | 500 | 300 | 180 | 90  | N.D. | 0  | 45 | 25 | 0  |

## Montepremi
| Evento    | V         | F         | SF       | QF       | 2T       | 1T       | Q2      | Q1      |
| Singolare | 340 010 $ | 182 950 $ | 97 510 $ | 49 820 $ | 26 595 $ | 14 185 $ | 7 270 $ | 4 080 $ |
| Doppio*   | 111 690 $ | 59 570 $  | 30 140 $ | 15 070 $ | N.D.     | 7 800 $  | N.D.    | N.D.    |

* per team

## Campioni

### Singolare
Arthur Fils ha sconfitto in finale  Ugo Humbert con il punteggio di 5-7, 7-6(6), 6-3.
- È il terzo titolo in carriera per Fils, il secondo in stagione.

### Doppio
Julian Cash /  Lloyd Glasspool hanno sconfitto in finale  Ariel Behar /  Robert Galloway con il punteggio di 6-4, 4-6, [12-10].